# Fanshawe (Oklahoma)
Fanshawe es un pueblo ubicado en los condados de Latimer y Le Flore en el estado estadounidense de Oklahoma. En el año 2010 tenía una población de 419 habitantes y una densidad poblacional de 7,13 personas por km².

## Geografía
Fanshawe se encuentra ubicado en las coordenadas 34°57′24″N 94°51′12″O / 34.95667, -94.85333 (34.956756, -94.853433).

## Demografía
Según la Oficina del Censo en 2000 los ingresos medios por hogar en la localidad eran de $21,875 y los ingresos medios por familia eran $30,000. Los hombres tenían unos ingresos medios de $29,286 frente a los $23,125 para las mujeres. La renta per cápita para la localidad era de $20,583. Alrededor del 29.2% de la población estaban por debajo del umbral de pobreza.